# Habab

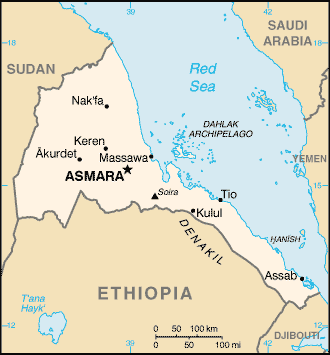
Mapa d'Eritrea

Habab és una tribu d'Eritrea que viu en la vora oriental de la serra Rora Asguede i el litoral del mar Roig, als 16° i 17° 30′ de latitud N. Dues serres paral·leles, la Rora Asguede i la Rora Chaká, els quals cims s'eleven de 2.400 a 2.800 metres sobre el nivell del mar, constitueixen la part culminant. El territori ocupat pels habab té uns 6.200 km, i el seu nombre pot esser d'uns 70.000.
El primer explorador que reconegué aquest territori fou l'explorador suís Werner Munzinger (1832-1875); segons ell, el país forma un altiplà accidentat, la qual vessant oriental baixa vers el mar per escalons.
Els habab, tribu especialment pastoral, practiquen un existència seminòmada. Durant l'estiu, des de juny a octubre, s'instal·len en les amples feixes i altiplans entre 1.300 i 2.000 metres d'altura en la regió de Natifa, on els seus ramats de moltons i vaques troben la pastura suficient. A l'hivern baixen a la plana marítima, anomenada Sahel, agradable en aquesta època, però inhabitable a l'estiu per esser en aquesta època un dels punts més calorosos del globus terraqüi.
Els habab no tenen cap centre de població estable; viuen cabanes cobertes amb palla, i els seus utensilis són força rudimentaris. Malgrat això, sembla que en temps antics degueren conèixer i practicar en aquest país la construcció de pedra; en les exploracions s'hi ha trobat alguns murs encara no destruïts i alguns monuments funeraris, que, segons els habab són deguts als bet-maliyé, raça autòctona que forma una tribu de certa consideració, però que a penes és coneguda.